# 2022-es WDF-dartsvilágbajnokság
A 2022-es WDF-dartsvilágbajnokság a Darts Világszövetség hatáskörében rendezett világbajnoki viadala a sportág steel szakágának. A WDC, a BDO és a PDC után a WDF a negyedik különböző szervezet, amely világbajnoki tornát rendez. A torna otthona az a Lakeside Country Club lesz, amely a BDO összecsapásainak zsinórban harmincnégyszer adott otthont 1986 és 2019 között. A torna tulajdonképpeni „címvédőinek” a külön rendezett BDO-bajnokságok férfi és női nyertesei, a walesi Wayne Warren és a japán Szuzuki Mikuru tekinthetők.
Magyarországon a tornát az Eurosport közvetíti, amely társszervezői minőségben is jelen van az első, 2022-es tornán. A vb összdíjazása 300 ezer angol font lesz, csaknem duplája a 2020-ra tervezett, de megkurtított BDO-költségvetésnek.

## Története
A 2019-es BDO World Masters arról vált hírhedtté, hogy több játékos visszalépett, miután a selejtezőket és a főtáblás sorsolást is szabálytalanul, utóbbit véletlenszerű neveket generálva a kalapba bonyolították le. A WDF válaszul bejelentette, hogy nem ismeri el hivatalosan a BDO-tornákon szerzett eredményeket. 
Az utolsó világbajnokság kezdete előtt öt nappal, 2019. december 30-án a szervezet elnöke a pénzfa radikális csökkentését jelentette be arra hivatkozva, hogy nincs főszponzor és a jegyeknek csak a 15%-a kelt el (még a koronavírus-járvány kitörése előtt járunk). A lépést számos játékos kritizálta, köztük a tornától visszalépő, azóta a PDC-t erősítő Fallon Sherrock is. A viadal úgy kezdődött el, hogy a résztvevőknek fogalmuk sem volt arról, mennyivel csökken a járandóságuk. A tornát megnyerő Wayne Warren végül a tervezett összeg mintegy negyedét, 23 ezer fontot kapott csak kézhez. Ezután 2020 szeptemberében a BDO csődbe ment, majd a WDF bejelentette, saját kézbe veszi a vb szervezését, ami egy év kitérő után – az utolsó tornát a londoni O2 Arénában rendezték – visszatér a Lakesidera.
2022. január 24-én a WDF közzétette a női programot, amelyből kiderül, a tornán Mikuru Suzuki is indul, aki Laura Turner ellen kezd az április 3-i esti programban, méghozzá az első vb-n megforduló magyar női dartsos, Ihász Veronika Paula Murphy ellen játszott mérkőzése után. A magyar hölgy továbbjutás esetén az 5. helyen kiemelt angol Beau Gravessel csaphat össze április 7-én 13 órakor.

### Halasztás a Covid-19 miatt
2021. december 15-én a WDF közleményt adott ki arról, hogy a világbajnokságot a koronavírus omikron variánsából adódó félelem és a potenciális beutazási nehézségek kockázata miatt január 1-9. helyett április 2-10. között tervezik lebonyolítani.

## Díjazás
| Helyezés             | Díjazás   | Díjazás   | Díjazás   | Díjazás   |           |
| Helyezés             | Férfi     | Női       | Fiúk      | Lányok    |           |
| -------------------- | --------- | --------- | --------- | --------- | --------- |
| Győztes              | 50 000 £  | 25 000 £  | 5000 £    | 2000 £    |           |
| Döntős               | 25 000 £  | 12 500 £  | 2500 £    | 1000 £    |           |
| Elődöntő             | 12 500 £  | 6500 £    | 1000 £    | —         |           |
| Negyeddöntő          | 6500 £    | 3250 £    | —         | —         |           |
| Legjobb 16           | 3250 £    | 2000 £    | —         | —         |           |
| Legjobb 24           | —         | 1000 £    | —         | —         |           |
| Legjobb 32           | 2000 £    | —         | —         | —         |           |
| Legjobb 48           | 1000 £    | —         | —         | —         |           |
|                      |           |           |           |           |           |
| Összdíjazások        | 200 000 £ | 87 500 £  | 9500 £    | 3000 £    |           |
|                      |           |           |           |           |           |
| A torna összdíjazása | 300 000 £ | 300 000 £ | 300 000 £ | 300 000 £ | 300 000 £ |

## Menetrend
| Mérkőzés # | Forduló | 1. játékos                  | Eredmény | 2. játékos                 | 1. szett | 2. szett | 3. szett |
| ---------- | ------- | --------------------------- | -------- | -------------------------- | -------- | -------- | -------- |
| 1.         | 1       | Martin Adams 81,97          | 0 – 2    | Jarred Cole 92,69          | 1 – 3    | 1 – 3    | —        |
| 2.         | 1       | John Scott 75,05            | 0 – 2    | Johnny Haines 89,64        | 1 – 3    | 0 – 3    | —        |
| 3.         | 1       | Paula Jacklin 68,66         | 0 – 2    | Rhian O'Sullivan 85,89     | 0 – 3    | 0 – 3    | —        |
| 4.         | 1       | Ben Hazel 72,59             | 2 – 1    | Haupai Puha 74,27          | 3 – 2    | 1 – 3    | 3 – 0    |
| 5.         | 1       | Andreas Harrysson 84,94     | 1 – 2    | Kádár László 82,97         | 3 – 0    | 0 – 3    | 2 – 3    |
| 6.         | 1       | Amanda Harwood 66,62        | 1 – 2    | Marjolein Noijens 64,96    | 2 – 3    | 3 – 1    | 1 – 3    |
| 7.         | 1       | Landon Gardiner 79,60       | 0 – 2    | Jim McEwan 101,32          | 0 – 3    | 1 – 3    | —        |
| 8.         | 1       | Priscilla Steenbergen 56,77 | 2 – 1    | Darlene van Sleeuwen 53,05 | 3 – 2    | 2 – 3    | 3 – 0    |
| 9.         | 1       | Mark Barilli 77,80          | 0 – 2    | Rory Hansen 75,96          | 1 – 3    | 2 – 3    | —        |
| 10.        | 1       | Mark Graham 79,66           | 0 – 2    | Dave Prins 89,46           | 1 – 3    | 0 – 3    | —        |
| 11.        | 1       | Suzanne Smith 68,36         | 1 – 2    | Jo Clements 66,87          | 3 – 1    | 0 – 3    | 2 – 3    |
| 12.        | 1       | Paul Hogan 79,00            | 1 – 2    | Justin Thompson 78,32      | 1 – 3    | 3 – 2    | 0 – 3    |

| Mérkőzés # | Forduló | 1. játékos               | Eredmény | 2. játékos              | 1. szett | 2. szett | 3. szett |
| ---------- | ------- | ------------------------ | -------- | ----------------------- | -------- | -------- | -------- |
| 13.        | 1       | Ian Jones 78,00          | 2 – 1    | David Cameron 79,66     | 3 – 0    | 0 – 3    | 3 – 2    |
| 14.        | 1       | John Desreumaux 72,23    | 2 – 0    | Donovan Lottering 65,29 | 3 – 1    | 3 – 0    | —        |
| 15.        | 1       | Lorraine Hyde 66,84      | 0 – 2    | Tori Kewish 68,75       | 2 – 3    | 2 – 3    | —        |
| 16.        | 1       | Francesco Raschini 72,62 | 1 – 2    | Ryan de Vreede 77,23    | 2 – 3    | 3 – 1    | 0 – 3    |
| 17.        | 1       | Lee Shewan 73,34         | 2 – 1    | Jordan Brooks 67,42     | 3 – 2    | 0 – 3    | 3 – 0    |
| 18.        | 1       | Vicky Pruim 62,00        | 2 – 0    | Desi Mercer 59,14       | 3 – 2    | 3 – 2    | —        |
| 19.        | 1       | Dave Parletti 88,59      | 2 – 1    | Shaun McDonald 85,14    | 0 – 3    | 3 – 0    | 3 – 1    |
| 20.        | 1       | Paula Murphy 53,98       | 0 – 2    | Ihász Veronika 71,57    | 0 – 3    | 0 – 3    | —        |
| 21.        | 1       | Connor Scutt 79,41       | 0 – 2    | Shawn Burt 76,92        | 2 – 3    | 1 – 3    | —        |
| 22.        | 1       | Steve Hine 83,31         | 2 – 0    | Kevin Luke 79,43        | 3 – 2    | 3 – 2    | —        |
| 23.        | 1       | Laura Turner 68,89       | 0 – 2    | Szuzuki Mikuru 74,35    | 0 – 3    | 2 – 3    | —        |
| 24.        | 1       | James Richardson 81,82   | 2 – 1    | Sebastian Steyer 75,20  | 3 – 0    | 2 – 3    | 3 – 1    |

| Mérkőzés # | Forduló | 1. játékos              | Eredmény | 2. játékos              | 1. szett | 2. szett | 3. szett | 4. szett | 5. szett |
| ---------- | ------- | ----------------------- | -------- | ----------------------- | -------- | -------- | -------- | -------- | -------- |
| 25.        | 2       | Michael Warburton 85,73 | 3 – 2    | Dave Prins 88,70        | 3 – 2    | 2 – 3    | 3 – 0    | 2 – 3    | 3 – 2    |
| 26.        | 2       | Maria O'Brien 70,98     | 2 – 1    | Marjolein Noijens 61,51 | 1 – 3    | 3 – 1    | 3 – 1    | —        | —        |
| 27.        | 2       | Aaron Turner 81,17      | 1 – 3    | Jim McEwan 92,48        | 0 – 3    | 3 – 2    | 2 – 3    | 1 – 3    | —        |
| 28.        | 2       | Luke Littler 91,25      | 3 – 2    | Ben Hazel 83,20         | 1 – 3    | 3 – 1    | 3 – 0    | 1 – 3    | 3 – 1    |
| 29.        | 2       | Antony Allen 76,10      | 0 – 3    | Jarred Cole 84,16       | 1 – 3    | 0 – 3    | 1 – 3    | —        | —        |
| 30.        | 2       | Corrine Hammond 74,40   | 1 – 2    | Rhian O'Sullivan 75,30  | 1 – 3    | 3 – 0    | 0 – 3    | —        | —        |
| 31.        | 2       | Richard Veenstra 81,45  | 3 – 0    | Kádár László 76,90      | 3 – 1    | 3 – 0    | 3 – 1    | —        | —        |
| 32.        | 2       | Brian Raman 92,61       | 3 – 2    | Johnny Haines 87,43     | 3 – 2    | 3 – 0    | 2 – 3    | 2 – 3    | 3 – 2    |

| Mérkőzés # | Forduló | 1. játékos              | Eredmény | 2. játékos                  | 1. szett | 2. szett | 3. szett | 4. szett | 5. szett |
| ---------- | ------- | ----------------------- | -------- | --------------------------- | -------- | -------- | -------- | -------- | -------- |
| 33         | 2       | Nick Fullwell 75,16     | 3 – 0    | Rory Hansen 67,06           | 3 – 0    | 3 – 1    | 3 – 1    | —        | —        |
| 34         | 2       | Anca Zijlstra 64,04     | 0 – 2    | Priscilla Steenbergen 70,57 | 1 – 3    | 2 – 3    | —        | —        | —        |
| 35         | 2       | Neil Duff 88,77         | 3 – 0    | Justin Thompson 81,74       | 3 – 2    | 3 – 0    | 3 – 2    | —        | —        |
| 36         | 2       | Cameron Menzies 89,21   | 3 – 1    | Ian Jones 80,54             | 3 – 0    | 2 – 3    | 3 – 0    | 3 – 2    | —        |
| 37         | 2       | James Hurrell 75,22     | 3 – 2    | John Desreumaux 73,83       | 1 – 3    | 3 – 2    | 3 – 0    | 0 – 3    | 3 – 0    |
| 38         | 2       | Kirsty Hutchinson 68,83 | 2 – 0    | Jo Clements 67,91           | 3 – 1    | 3 – 2    | —        | —        | —        |
| 39         | 2       | Jules van Dongen 85,26  | 1 – 3    | Ryan de Vreede 84,54        | 2 – 3    | 2 – 3    | 3 – 1    | 1 – 3    | —        |

## Fordítás
Ez a szócikk részben vagy egészben  a(z)   2022 WDF World Darts Championship című angol Wikipédia-szócikk ezen változatának fordításán alapul.  Az eredeti cikk szerkesztőit annak laptörténete sorolja fel. Ez a jelzés csupán a megfogalmazás eredetét és a szerzői jogokat jelzi, nem szolgál a cikkben szereplő információk forrásmegjelöléseként.